# Psilosticha argillea
Psilosticha argillea là một loài bướm đêm trong họ Geometridae.